# Landschaftsschutzgebiet Wenningen-Kirchlinde
Das Landschaftsschutzgebiet Wenningen / Kirchlinde mit 87,5 ha Flächengröße liegt im Stadtgebiet Arnsberg. Es wurde 1998 mit dem Landschaftsplan Arnsberg durch den Kreistag des Hochsauerlandkreises als Landschaftsschutzgebiet (LSG) als LSG Typ B (Kleinflächiger Landschaftsschutz bzw. Ortsrandlagen, Landschaftscharakter) mit einer Flächengröße von 58,7 ha erstmals ausgewiesen. Bei der Neuaufstellung des Landschaftsplanes Arnsberg durch den Kreistag 2021 wurde das LSG erneut ausgewiesen und vergrößert. Nach dem Orkan Kyrill 2007 wurden größere Fichten-Erstaufforstungen wieder in landwirtschaftliche Nutzung genommen und 2021 zum LSG hinzugefügt.

## Beschreibung
Das LSG umfasst Offenlandbereiche mit Acker und Grünland. Der Weiler Wenningen liegt nördlich im LSG und der Weiler Kirchlinde liegt südlich im LSG.

## Schutzzweck
Die Ausweisung erfolgte zur Sicherung und Erhaltung der Leistungsfähigkeit des Naturhaushaltes oder der Nutzungsfähigkeit der Naturgüter; wegen der Vielfalt, Eigenart oder Schönheit des Landschaftsbildes und ihrer besonderen Bedeutung für die Erholung. Durch die Ausweisung sollen Freiflächen in Ortsrandlage sichern.

## Rechtliche Vorschriften
Im Landschaftsschutzgebiet ist unter anderem das Errichten von Bauten verboten. Vom Bauverbot ausgenommen sind, sofern eine Baugenehmigung vorliegt, Bauvorhaben für Gartenbaubetriebe, Land- und Forstwirtschaft, der öffentlichen Versorgung mit Elektrizität, Gas, Telekommunikationsdienstleistungen, Wärme und Wasser, der Abwasserwirtschaft oder einen bestehenden gewerblichen Betrieb. Auch der Bau von Windkraftanlagen und Wasserkraftwerken ist mit Baugenehmigung erlaubt. Wie in den anderen Landschaftsschutzgebieten vom Typ B in Arnsberg besteht im LSG ein Verbot der Erstaufforstung und Weihnachtsbaum-, Schmuckreisig- und Baumschul-Kulturen anzulegen.